# Santi Vito, Modesto e Crescenzia (diaconia)
La diaconia dei Santi Vito, Modesto e Crescenzia (in latino: Diaconia Sanctorum Viti, Modesti et Crescentiæ), nota in principio anche come San Vito in Macello Martyrum, sorgeva nelle vicinanze del Macellum Liviae, nella V Regione di Roma (Augustea). Nel medioevo, la diaconia assunse il nome di Santi Vito e Modesto in Macello Martyrum e quindi la denominazione attuale. Dal 1477 al 1480 la diaconia assurse al rango di titolo presbiterale, per poi tornarci nel 1565, quando papa Pio IV creò 23 nuovi cardinali. Comunque, papa Sisto V, nella sua costituzione apostolica Religiosa, la annoverò nuovamente tra le diaconie.

## Titolari della diaconia di San Vito in Macello Martire
- Rinaldo Brancaccio (20 marzo 1385 - 27 marzo 1427 nominato cardinale presbitero di Santa Maria in Trastevere)
- Vacante (1427 - 1473)
- Antonio Jacopo Venier, titolo pro illa vice (17 maggio 1473 - 3 dicembre 1476 nominato cardinale presbitero di San Clemente)
- Vacante (1476 - 1480)

## Titolari della diaconia dei Santi Vito e Modesto in Macello Martiri
- Giovanni Battista Savelli (giugno 1480 - 18 settembre 1498 deceduto)
- Ascanio Maria Sforza de' Visconti (18 settembre 1484 - 27 maggio 1505 deceduto)
- Carlo Domenico del Carretto (17 dicembre 1505 - 4 gennaio 1507 nominato cardinale presbitero di San Nicola fra le Immagini)
- Vacante (1507 - 1517)
- Niccolò Ridolfi (6 luglio 1517 - 19 gennaio 1534 nominato cardinale diacono di Santa Maria in Cosmedin)
- Guido Ascanio Sforza di Santa Fiora (18 dicembre 1534 - 31 maggio 1540 nominato cardinale diacono di Santa Maria in Cosmedin)
- Reginald Pole (31 maggio 1540 - 10 dicembre 1540 nominato cardinale diacono di Santa Maria in Cosmedin)
- Vacante (1540 - 1545)
- Niccolò Gaddi (9 gennaio 1545 - 28 febbraio 1550 nominato cardinale diacono di Santa Maria in Domnica)
- Vacante (1550 - 1555)
- Carlo Carafa (23 agosto 1555 - 31 gennaio 1560 nominato cardinale diacono di San Nicola in Carcere)
- Carlo Borromeo (14 febbraio 1560 - 4 settembre 1560 nominato cardinale diacono di San Martino ai Monti)
- Vacante (1560 - 1565)
- Carlo Visconti Borromeo titolo pro illa vice (15 maggio 1565 - 12 novembre 1565 deceduto)
- Guido Luca Ferrero (6 marzo 1566 - 16 maggio 1585 deceduto)
- Vacante (1585 - 1587)
- Ascanio Colonna (25 febbraio 1587 - 5 dicembre 1588 nominato cardinale diacono di San Nicola in Carcere)

## Titolari della diaconia dei Santi Vito, Modesto e Crescenzia
- Vacante (1588 - 1599)
- Bonviso Bonvisi (17 marzo 1599 - 5 luglio 1599 nominato cardinale presbitero di San Biagio dell'Anello)
- Vacante (1599 - 1626)
- Lelio Biscia (9 febbraio 1626 - 19 dicembre 1633 nominato cardinale diacono di Santa Maria in Cosmedin)
- Benedetto Ubaldi (9 gennaio 1634 - 18 gennaio 1644 deceduto)
- Vacante (1644 - 1645)
- Federico Sforza (10 luglio 1645 - 26 giugno 1656 nominato cardinale diacono di San Martino ai Monti)
- Vacante (1656 - 1660)
- Francesco Maria Mancini (19 aprile 1660 - 14 maggio 1670 nominato cardinale presbitero di San Matteo in Merulana)
- Giovanni Delfino, titolo pro illa vice (19 maggio 1670 - 19 luglio 1699 deceduto)
- Vacante (1699 - 1715)
- Fabio Olivieri (23 settembre 1715 - 9 febbraio 1738 deceduto)
- Carlo Maria Marini (23 giugno 1738 - 15 luglio 1739 nominato cardinale diacono di Sant'Agata alla Suburra)
- Vacante (1739 - 1744)
- Domenico Orsini d'Aragona (15 giugno 1744 - 26 novembre 1753 nominato cardinale diacono di San Nicola in Carcere)
- Giuseppe Livizzani Mulazzani (10 dicembre 1753 - 21 marzo 1754 deceduto)
- Ludovico Maria Torriggiani (22 aprile 1754 - 22 aprile 1765 nominato cardinale diacono di Sant'Agata alla Suburra)
- Andrea Negroni (5 giugno 1765 - 13 dicembre 1779 nominato cardinale diacono di Sant'Agata alla Suburra)
- Vacante (1779 - 1843)
- Giovanni Serafini (30 gennaio 1843 - 16 aprile 1846 nominato cardinale diacono di Santa Maria in Cosmedin)
- Vacante (1846 - 1853)
- Vincenzo Santucci (10 marzo 1853 - 23 giugno 1854 nominato cardinale diacono di Santa Maria ad Martyres)
- Vacante (1854 - 1856)
- Gaspare Grassellini, C.O. (19 giugno 1856 - 20 dicembre 1867 nominato cardinale diacono di Santa Maria ad Martyres)
- Edoardo Borromeo (16 marzo 1868 - 28 marzo 1878 deceduto)
- Vacante (1878 - 1885)
- Carlo Cristofori (30 luglio 1885 - 30 gennaio 1891 deceduto)
- Vacante (1891 - 1901)
- Francesco di Paola Cassetta, in commendam (28 aprile 1901 - 27 marzo 1905 nominato cardinale vescovo di Sabina)
- Vacante (1905 - 1936)
- Eugène Tisserant (18 giugno 1936 - 13 dicembre 1937), titolo pro illa vice (13 dicembre 1937 - 11 dicembre 1939 nominato cardinale presbitero di Santa Maria sopra Minerva)
- Vacante (1939 - 1959)
- José María Bueno y Monreal, titolo pro illa vice (12 marzo 1959 - 20 agosto 1987 deceduto)
- Vacante (1987 - 2007)
- Umberto Betti, O.F.M. (24 novembre 2007 - 1º aprile 2009 deceduto)
- Vacante (2009 - 2012)
- Giuseppe Bertello (18 febbraio 2012 - 4 marzo 2022); titolo pro hac vice dal 4 marzo 2022